# نهائي كوبا ليبرتادوريس 1969
كانت نهائيات كأس ليبرتادوريس عام 1969 هي المباراة النهائية التي أقيمت على مباراتين والتي حددت الفائز بكأس ليبرتادوريس عام 1969، وهي النسخة العاشرة من كأس ليبرتادوريس أمريكا، وهي البطولة الدولية الأولى لكرة القدم للأندية في أمريكا الجنوبية التي نظمتها الكونميبول.
أقيمت المباريات النهائية في مباراتين ذهابًا وإيابًا بين الفريق الأرجنتيني إستوديانتس لا بلاتا وفريق ناسيونال الأوروغوياني . استضاف ناسيونال مباراة الذهاب في ملعب سينتيناريو في مونتيفيديو في 15 مايو 1969، بينما أقيمت مباراة الإياب في ملعب إستوديانتيس في لا بلاتا في 22 مايو 1969.
فاز إستوديانتيس 3-0 في مجموع المباراتين ، وفاز بلقبه الثاني في كأس ليبرتادوريس.

## الفرق المتأهلة
| فريق                | مشاركات سابقة (الخط الغليظ يشير إلى فوز) |
| ------------------- | ---------------------------------------- |
| ناسيونال            | 1964، 1967                               |
| إستوديانتس لا بلاتا | 1968                                     |